# Mrs Vandebilt
"Mrs Vandebilt" es una canción de Paul McCartney y lanzada con su banda Wings como parte de en su aclamado álbum Band on the Run. La canción no se publicó como sencillo en el Reino Unido o EE. UU., pero fue un sencillo en Europa continental y Australia.

## Historia
Parte de la letra de la canción hace referencia a la frase del artista inglés de music hall Charlie Chester. Howie Casey aparece tocando el solo de saxofón.
La canción fue grabada durante las sesiones del álbum en Lagos, Nigeria. El estudio sufrió un corte de energía eléctrica durante el período de sesiones, pero la grabación continuó utilizando los generadores de respaldo. Doblajes adicionales fueron hechos más tarde en Londres.

## Presentaciones en vivo
McCartney nunca había tocado la canción en vivo, hasta que lo hizo en un concierto de 2008 en Kiev, después de que fuera solicitada en un sondeo de la Web. McCartney interpretó la canción en su concierto de la ciudad de Quebec, y luego en Tel Aviv, Israel, el 25 de septiembre de 2008, su primer show en Israel. Desde entonces la canción ha formado parte de su material para actuaciones en vivo, también interpretó la canción en Halifax, el primer show de su gira Summer Live '09. Asimismo, McCartney interpretó Mrs. Vanderbilt en su gira a México, los días 27 y 28 de mayo de 2010. También volvió a interpretarla en Buenos AIres Argentina el 10 y 11 de noviembre de 2010 en el estadio monumental, así como también el 9 de mayo de 2011 en el estadio Monumental de Lima; y el 11 de mayo de 2011 en el Estadio Nacional De Santiago de Chile. También la interpretó en su gira On the Run de 2012 a su paso por el Estadio Centenario de Montevideo, el Estadio Defensores del Chaco de Asunción y el Estado el Campín en Bogotá, de igual forma en el Estadio Omnilife en Guadalajara, Azteca y Zócalo de la Ciudad de México.
Una versión en vivo de esta canción se incluyó en el álbum Good Evening New York City, publicado en 2009.

## Personal
- Paul McCartney - voz, bajo, batería, guitarra.
- Linda McCartney - teclados, coros.
- Denny Laine - guitarra, voces de fondo.
- Howie Casey - saxofón.[2]
- Geoff Emerick- Engineer